# Ivano-Frankivsk
Ivano-Frankivsk (ukrajinsky Івано-Франківськ,  [iˈβ̞ɑno frɑnˈkifsʲk]IPA, dříve častěji uváděný rusky jako Ivano-Frankovsk a do roku 1962 Stanislav, ukrajinsky Станісла́в, polsky Stanisławów, německy Stanislau; v jidiš סטאַניסלעװ‎ / Stanislew, česky dříve také Stanislavov) je historické město a správní středisko v Ivanofrankivské oblasti na západě Ukrajiny. Po Lvově je největším kulturním a hospodářským střediskem západní Ukrajiny. Je centrem jihovýchodní Halyčyny, která se tradičně nazývá Pokutí (Pokucie). V roce 2022 zde žilo přes 238 000 obyvatel a společně s přilehlými rajóny tvoří půlmilionovou aglomeraci.

## Administrativní dělení
Dekretem z 10. června 2020 bylo k městu připojeno 18 vesnic či sídelː 
Berezivka, Bratkivcy, Černyjev, Čukalivka, Dobrovljany, Drahomyrčany, Chryplyn, Kamynne, Kolodijivka, Krychivcy, Mykytynci, Pidlužskaja, Podpečercy, Radča, Tismenyčany, Uhornyky, Uzin a Vovčynec.

## Název
Nejdříve polské město se nazývalo „Stanislavov“ (polsky Stanisławów, česky též Stanislav). V roce 1663 jej tak nazval zakladatel města, polský šlechtic Andrzej Potocki (1630–1691), podle svého otce Stanisława Rewery Potockého (1579–1667). Po druhé světové válce sovětské úřady název města zjednodušily na Stanislav (ukrajinsky Станісла́в) a v roce 1962 přejmenovaly podle ukrajinského spisovatele Ivana Franka na Ivano-Frankivsk.

## Dějiny

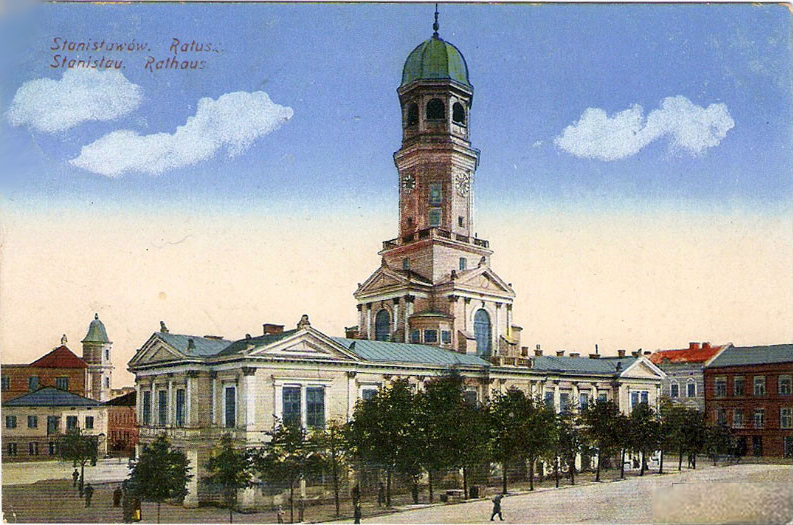
Radnice kolem roku 1900

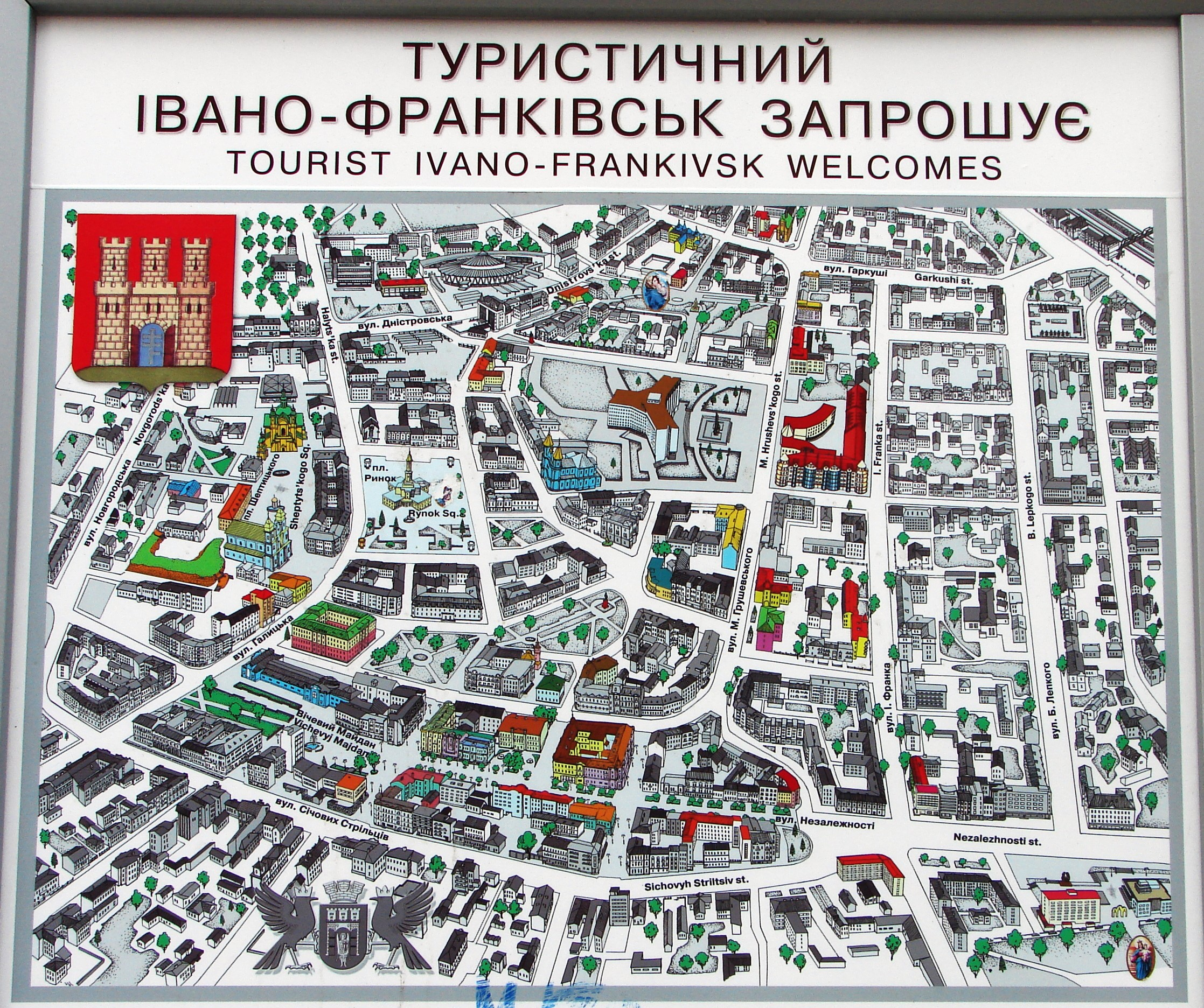
Turistická mapa města

Město Stanisławów (Stanyslaviv), bylo postaveno jako pevnost k ochraně polsko-litevského společenství před tatarskými invazemi a k posílení regionu v případě, že by došlo k nějakému dalšímu povstání kozáků. Bylo postaveno z pevnosti vybudované vedle vesnic Zabolotiv, která byla známá od roku 1435 a Kńahyně (1449). Obec Zabolotiv a pozemky kolem ní koupil Stanisław Rewera Potocki od dalšího polského šlechtice Rzeczkowského. Území bylo využíváno k rekreaci, zejména k lovu. Jméno města bylo později vytvořeno Stanisławovým synem, polským šlechticem Andrzejem Potockým, aby připomínalo jeho otce nebo jeho prvorozeného syna Stanisława Potockého.

### Období 1772–1918
Při prvním dělení Polska v roce 1772 bylo město připojeno k habsburské říši, poté se stalo majetkem státu v rámci rakouského císařství. Pevnost se pomalu měnila v jedno z nejvýznamnějších měst v podhůří Karpat.

### 20. století
V říjnu 1918 se Rakousko-Uhersko zhroutilo a byla vyhlášena Západoukrajinská lidová republika. V prvních měsících roku 1919 (od ledna do května)[zdroj?] se město stalo dočasným hlavním městem Západoukrajinské lidové republiky, zatímco se ještě vzpamatovávalo z 1. světové války. Veškeré státní záležitosti se odehrávaly v budově hotelu Dnister. Ve stejném roce bylo město vystaveno polsko-ukrajinským a rumunsko-ukrajinským potyčkám.
Polsko nakonec anektovalo město jako součást druhé polské republiky, a to jako centrum Stanisławowského vojvodství. Od 25. května do 21. srpna 1919 bylo město obsazeno rumunskou armádou. Během polsko-sovětské války v roce 1920 převzala město na krátkou dobu Rudá armáda. Po ústupu Rudé armády obsadily město na několik dní ukrajinské jednotky loajální Symonu Petlurovi.
Při invazi německých a sovětských sil do Polska v roce 1939 bylo území okupováno v září 1939 Sovětským svazem a bylo zahrnuto do Ukrajinské SSR. Mezi zářím 1939 a červnem 1941 nařídil sovětský režim tisícům obyvatel města, aby opustili své domy a přestěhovali se na Sibiř, kde většina z nich zahynula. Když sovětské síly v roce 1941 opouštěly město, bylo z městského vězení vyvedeno a zastřeleno mnoho lidí.
Dne 26. července 1941 bylo město okupováno nacistickým Německem; tehdy bylo ve městě více než 40 000 Židů. Během okupace (1941–44) bylo zavražděno více než 600 vzdělaných Poláků a většina židovské populace města (válku přežilo kolem 1 500 Židů z tohoto města).
Rudá armáda osvobodila město dne 27. července 1944, v té době bylo ve městě asi 100 Židů, kteří se ukryli a přežili. Sověti donutili téměř všechny polské obyvatele opustit město, většina z nich se usadila na znovuzískaných územích. V roce 1958 byla k městu připojena přilehlá obec Pasična. Za několik let (1962) byla k městu připojena vesnice Opryšivci. V roce 1962 byl název města na počest ukrajinského spisovatele Ivana Franka změněn na Ivano-Frankivsk. O pět let později byla založena Ivanofrankivská národní technická univerzita ropy a zemního plynu.
Na počátku 90. let bylo město významným centrem ukrajinského hnutí za nezávislost.

### 21. století
Dne 24. února 2022 zde během ruské invaze na Ukrajinu došlo k raketovému útoku na místní mezinárodní letiště. K dalšímu tentokrát mohutnějšímu útoku došlo 21. července 2025, kdy byla poškozena infrastruktura.

## Památky

### Církevní stavby
- Bývalý kolegiátní kostel Panny Marie římskokatolické církve (zkráceně nazýván „kolegiata“, nejstarší chrám ve městě, roku 1662 založil Andrzej Potocki jako dřevěný, v letech 1672–1703 nahrazen barokní kamennou trojlodní bazilikou s kupolí, projekt Francesco Corassini a Carlo Benois; roku 1939 zrušen; roku  1983 byla otevřena hrobka zakladatele Andrzeje Potockého a jeho ostatky vyhozeny. Po roce 1991 byla budova rekonstruována pro regionální muzeum Přikarpatí.[6]
- Bývalá arménská katedrála, nyní chrám Zesnutí Přesvaté Bohorodice ukrajinské pravoslavné církve; významná pozdně barokní stavba z roku 1762
- Bývalý jezuitský kostel Vzkříšení Páně, barokní stavba z let 1720–1729
- Klášter řeckokatolické kongregace sester baziliánek
- Katedrála Nejsvětější Trojice ukrajinské pravoslavné církve, trojlodní barokní bazilika původně římskokatolická ve správě jezuitů, ikonostas s ikonami z 19.–20. století a využitím barokních dřevořezeb
- Řeckokatolický chrám Krista Krále
- Pravoslavný chrám sv. Dmitrije Soluňského
- Židovský národní dům a synagoga Bejta Jehudy, ulice Levka Lukaněnka 16, novoklasicistní tříkřídlá budova
- Synagoga (templ) – postavena v letech 1894-1899 v novomaurském stylu, navrhl rakouský architekt Wilhelm Stiassny

### Civilní
- Deržlisgosp (Держлісгосп) – konstruktivistická stavba, dříve sídlo krajské správy
- Ivanofrakivské regionální muzeum (dříve Radnice) – tříkřídlá budova ve stylu konstruktivismu založena roku 1929 na troskách radnice, postavené ve čtyřech etapách od 17. do 19. století a pobořené za 1. světové války; v roce 1958 se stala sídlem radnice, nyní opět muzeum.
- Národní lékařská univerzita (Івано-Франківський національний медичний університет), novorenesanční budova z roku 1894, původně městské administrativy

## Fotogalerie

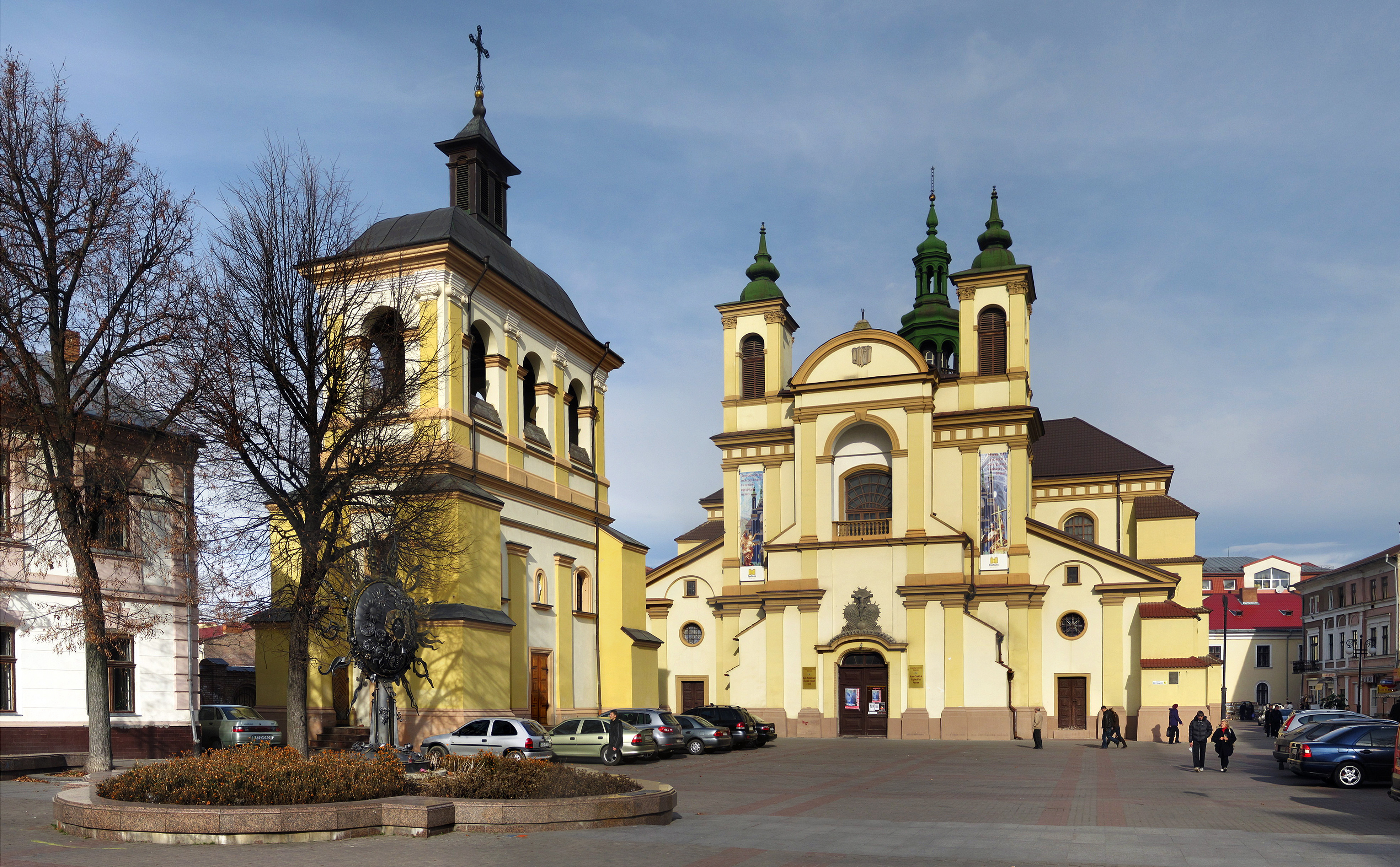
Kolegiata
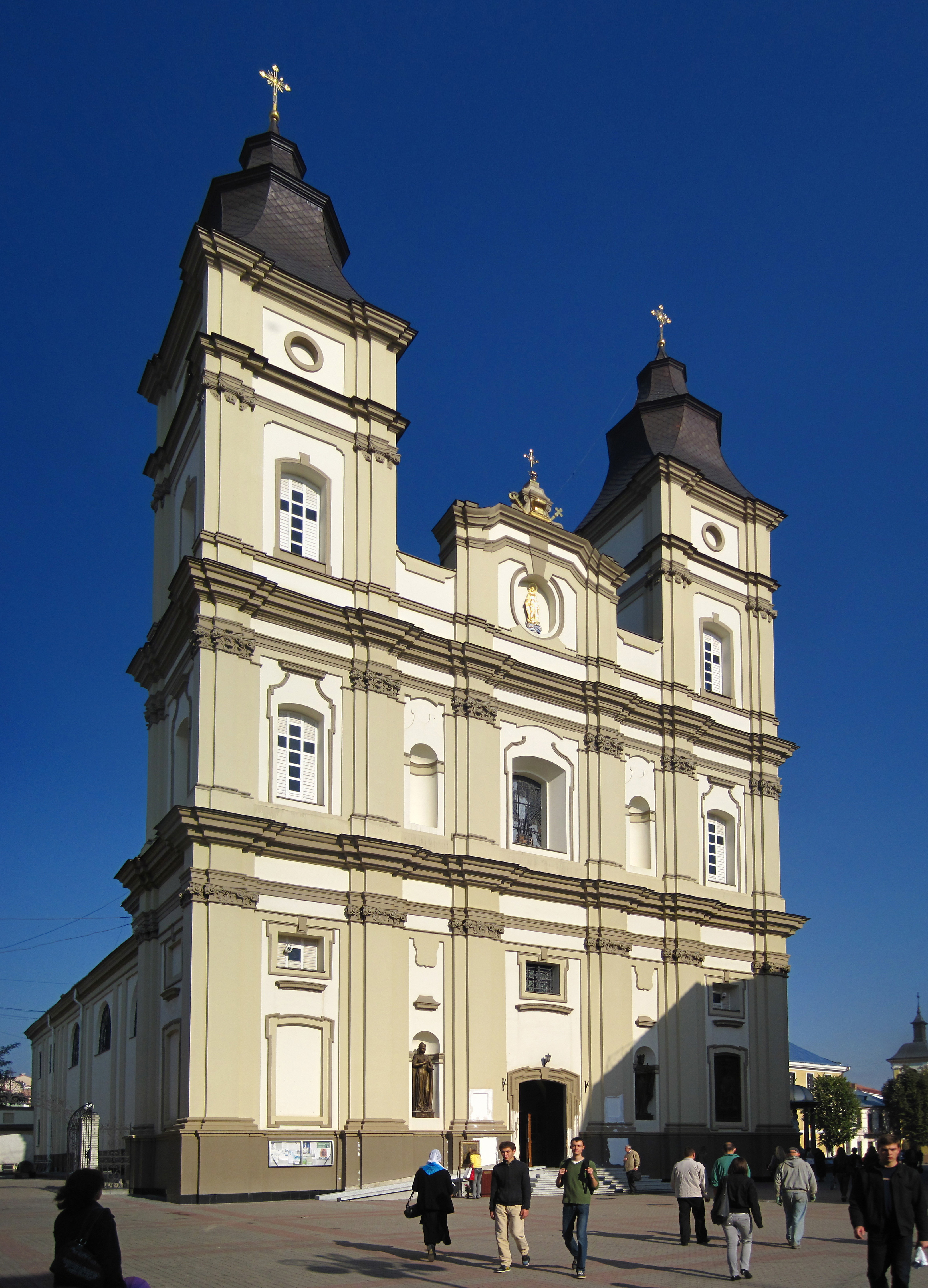
Jezuitský kostel Vzkříšení
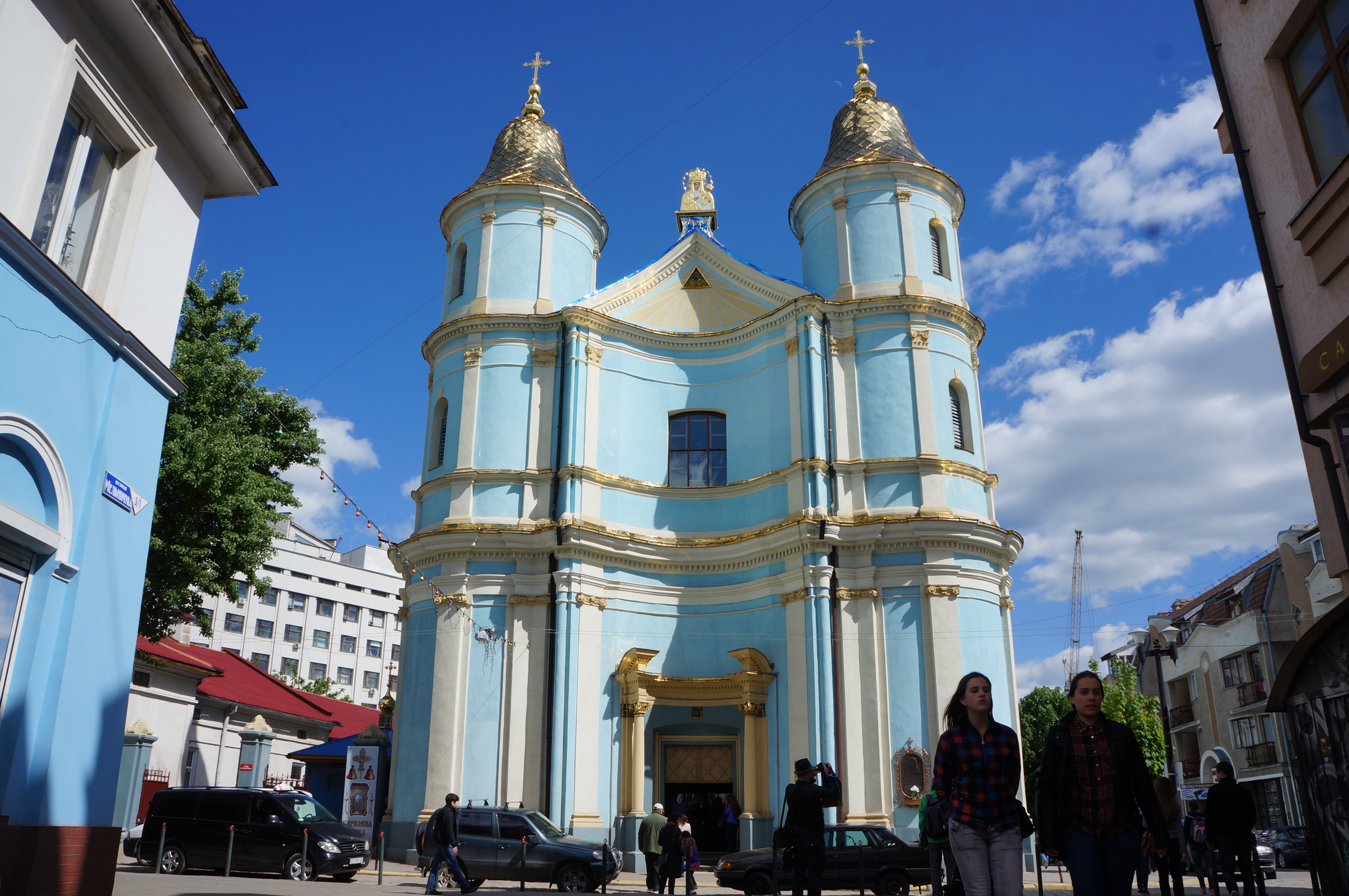
Bývalá arménská katedrála
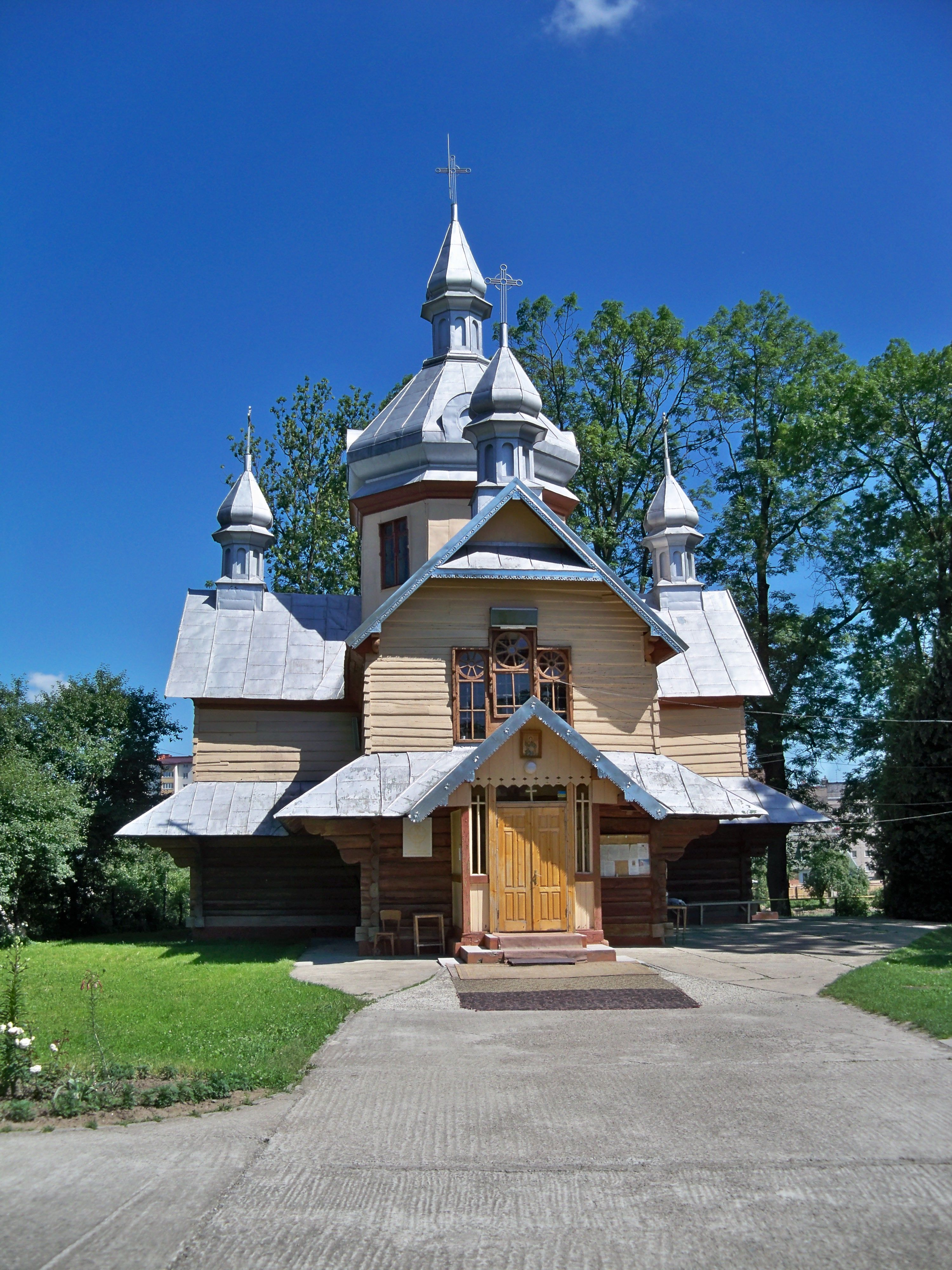
Kostel sv. Dmitrije
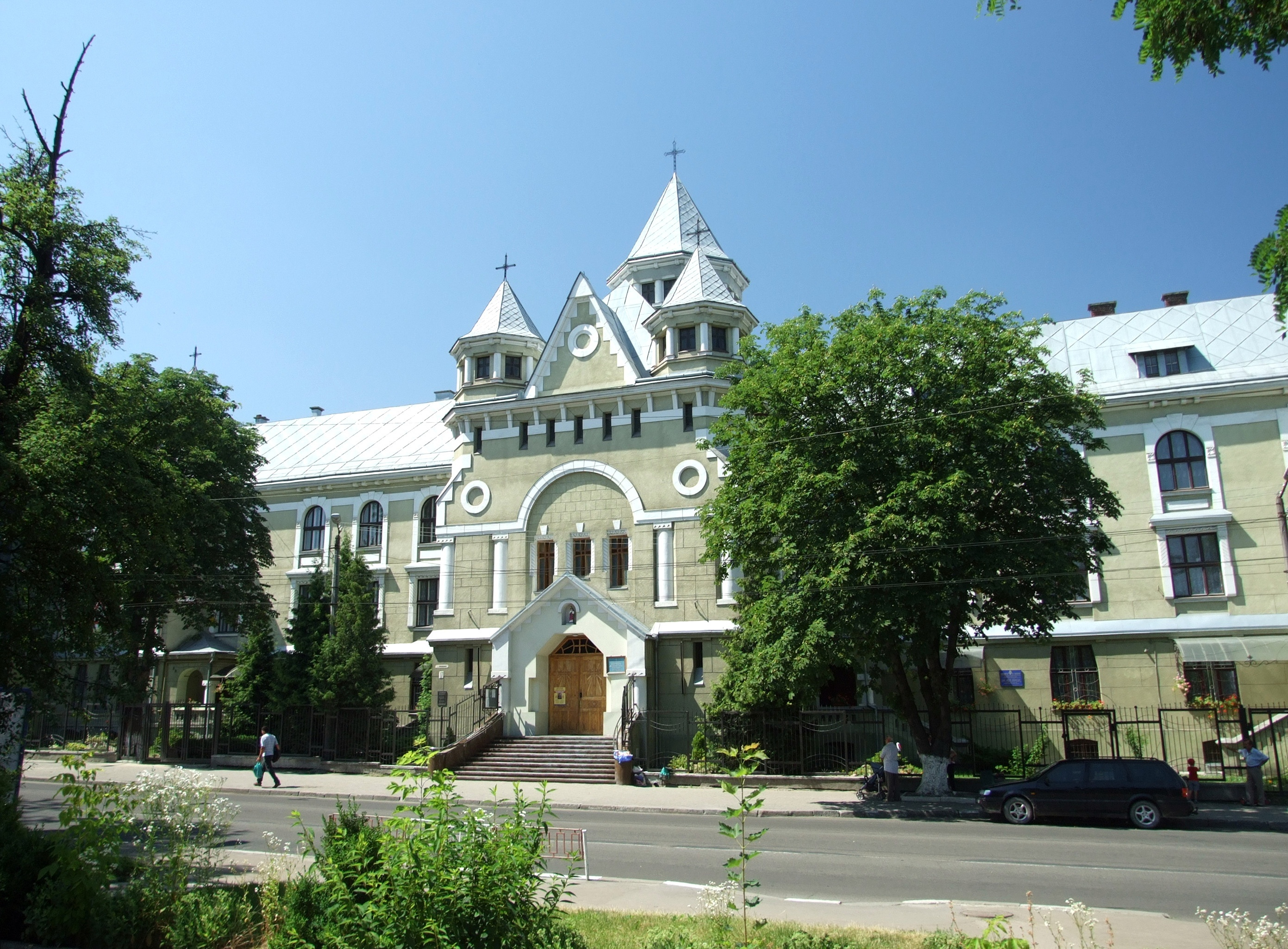
Klášter basiliánek
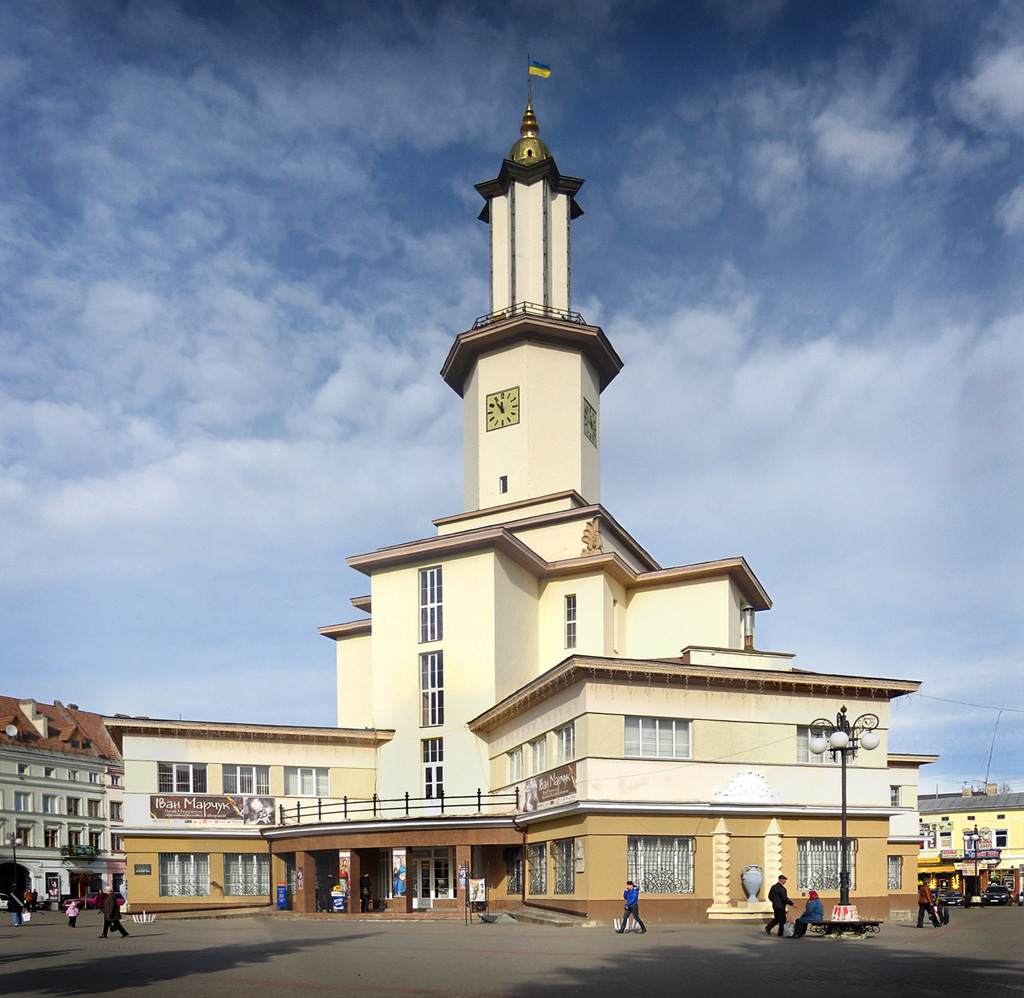
Ivano-Frankivské muzeum
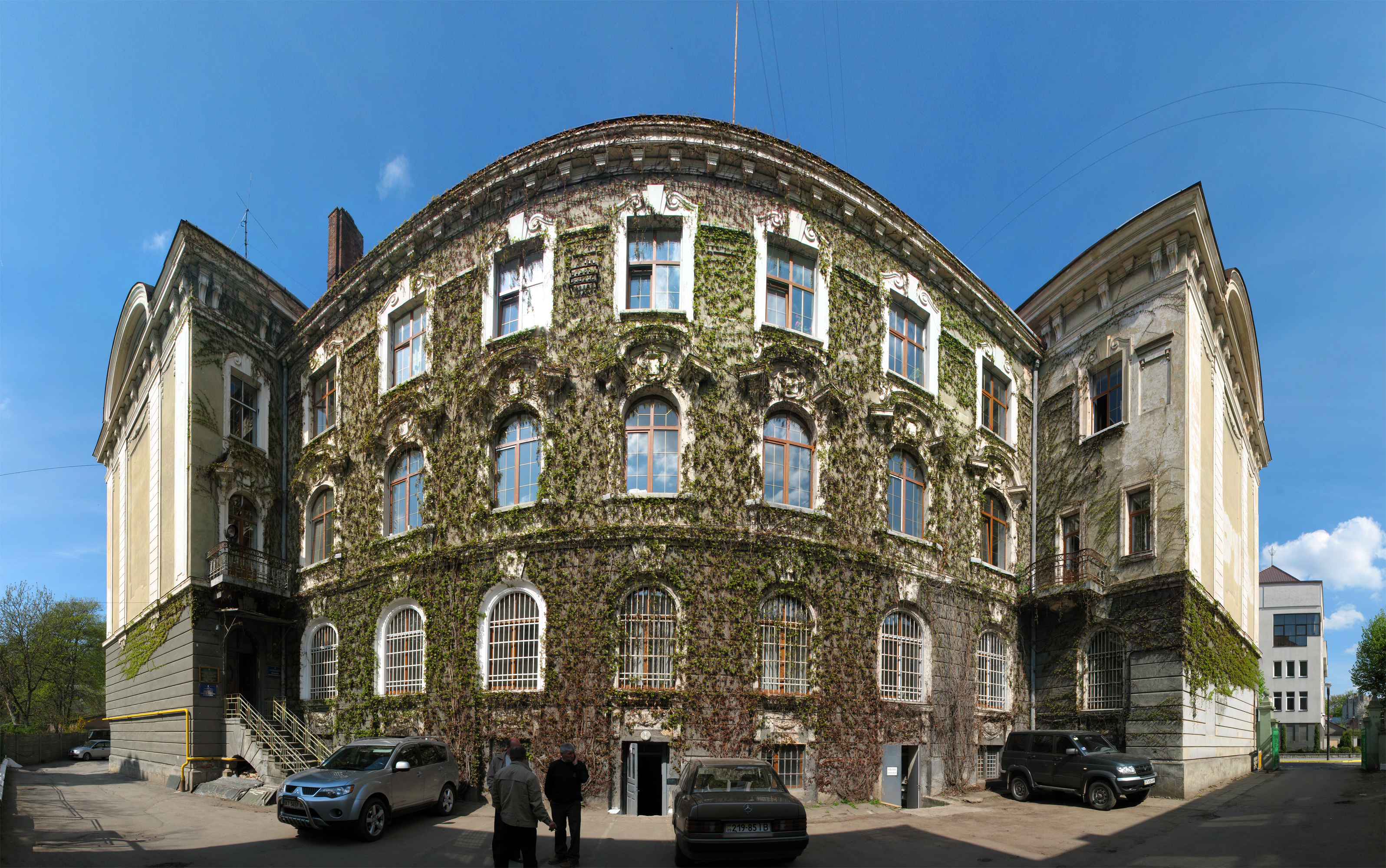
Deržlisgosp
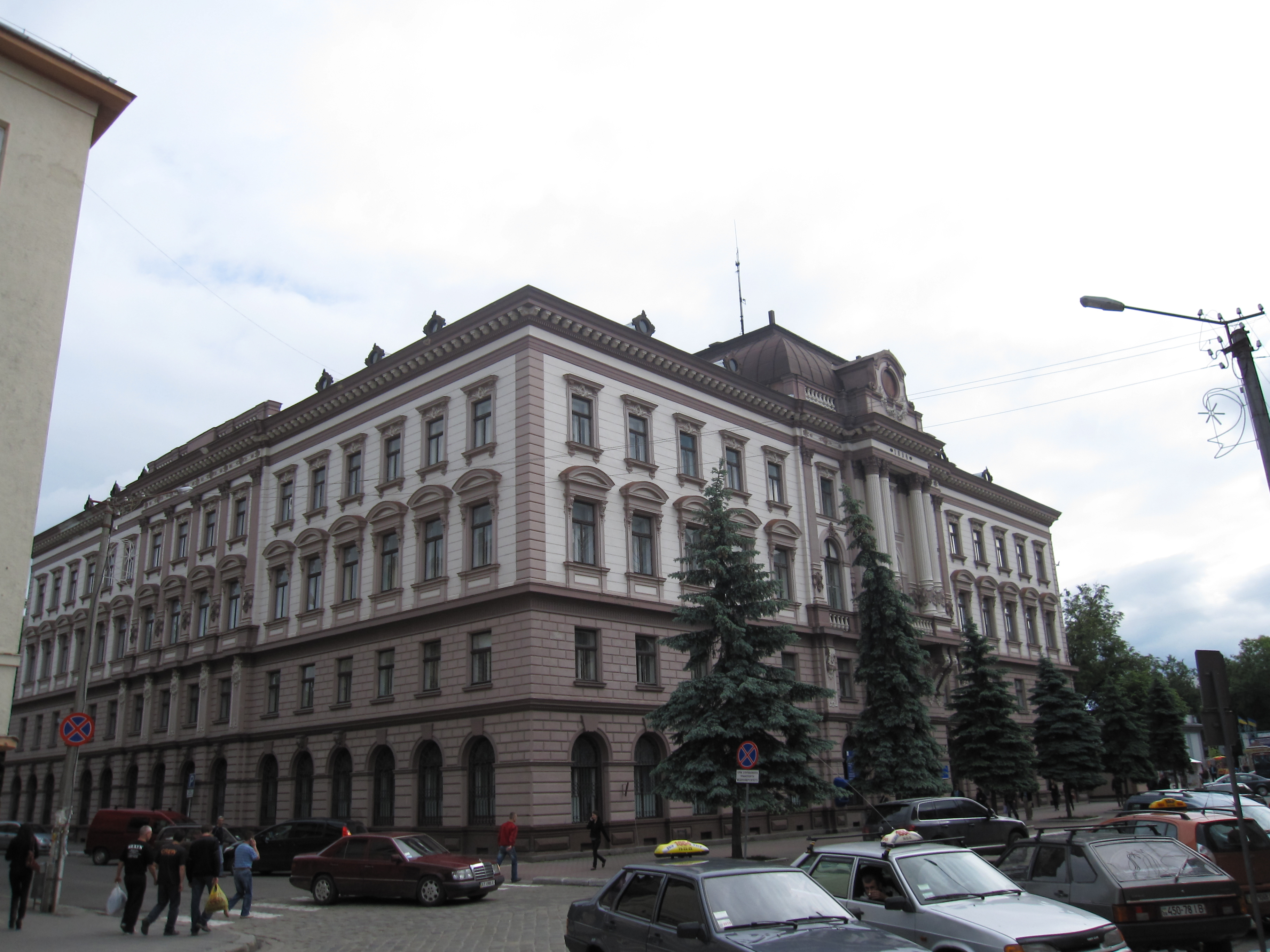
Národní lékařská univerzita
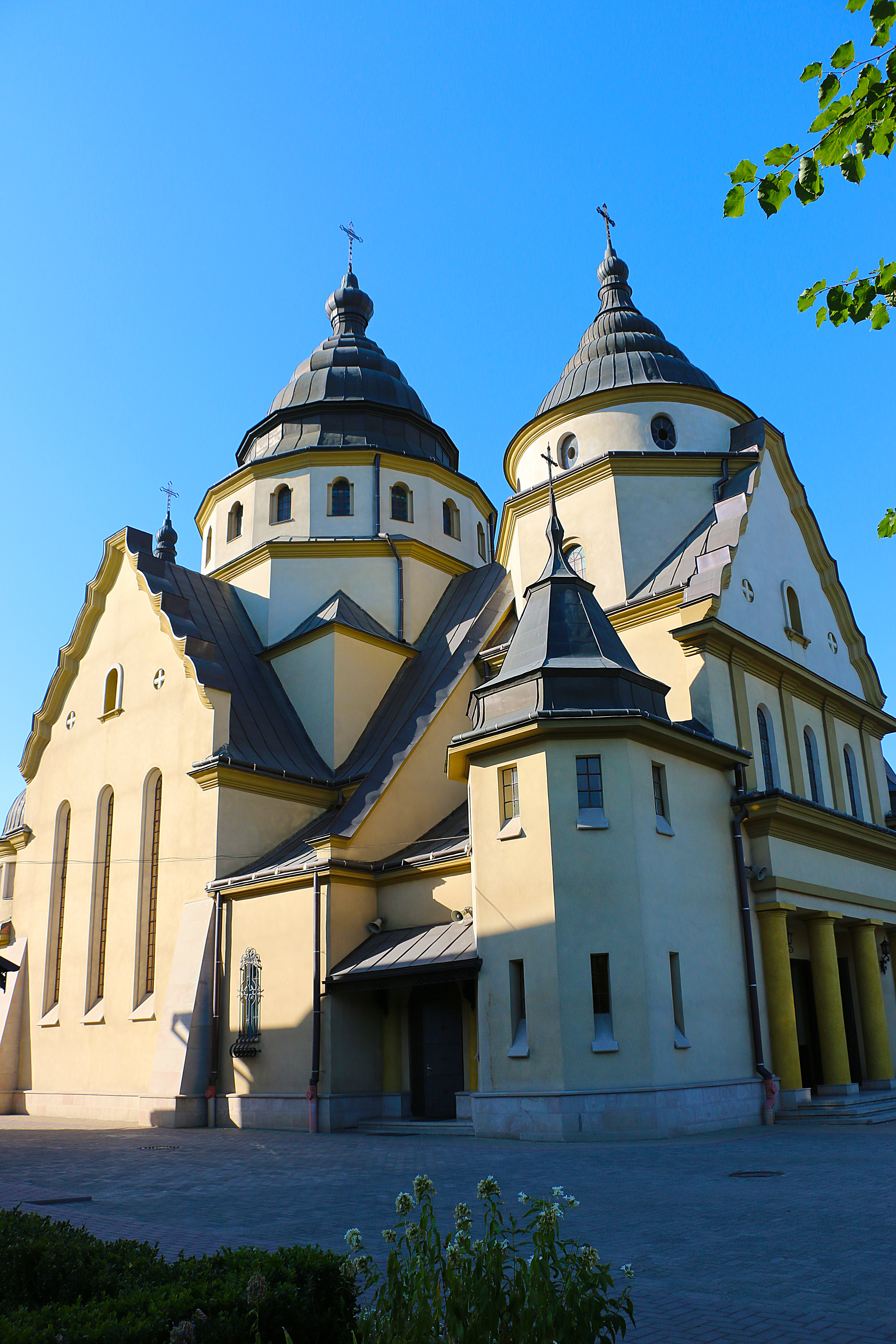
Chrám Krista Krále
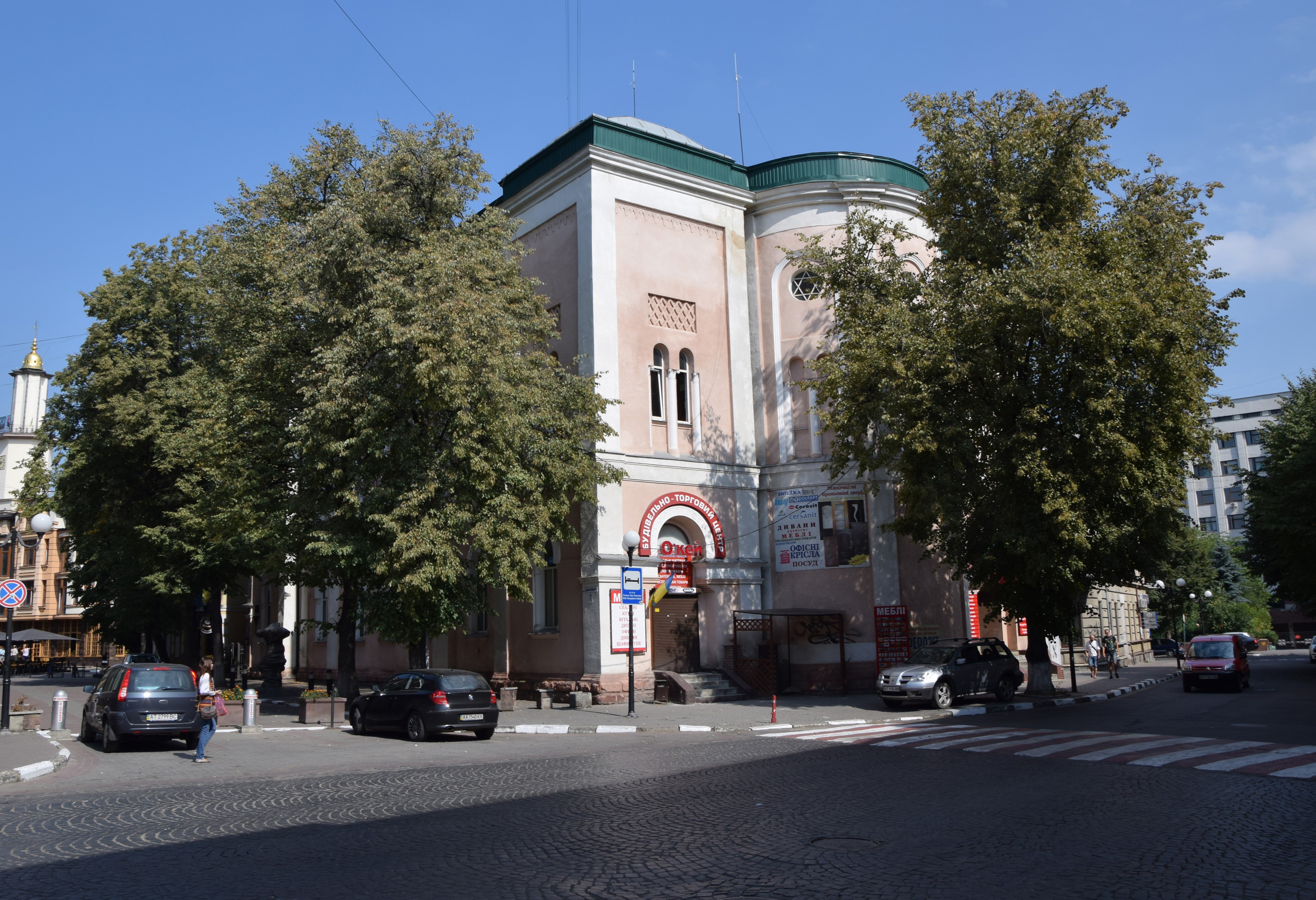
Synagoga

## Osobnosti
- Světlana Alexijevičová (* 1948), běloruská spisovatelka a novinářka
- Jurij Andruchovyč (* 1960), spisovatel a hudebník
- Sofija Andruchovyčová (* 1982), spisovatelka, dcera Jurije Andruchovyče
- Dani'el Auster (1893–1962), politik, jeden ze signatářů izraelské deklarace nezávislosti
- Sadok Barącz (1814–1892), římskokatolický kněz, dominikán
- Zbigniew Cybulski (1927–1967), polský herec
- Alfred Jansa (1884–1963), rakouský důstojník
- bl. Marie Antonína Kratochvílová (1881–1942), mučednice
- František Kriegel (1908–1979), český politik
- Natalija Kobrynska (1855–1920), spisovatelka a feministická aktivistka
- Anastasija Pylaťjukova (* 1983), ukrajinská houslistka, sólistka Palacio de las Artes Reina Sofía (Valencie)[7]
- Dr Nazarij Pylaťjuk (* 1987), ukrajinský houslista, hudební pedagog
- Denys Sičynskyj (1865–1909), ukrajinští hudební skladatel, dirigent, pedagog[8]
- Stanisław Sosabowski (1892–1967), polský generál
- Vasyl Velyčkovskyj (1903–1973), biskup, mučedník

## Partnerská města
Ivano-Frankivsk má následující partnerská města:
| - Baia Mare, Rumunsko (1990) - Řešov, Polsko (2000) - Chrzanów, Polsko (2001) - Zelená Hora, Polsko (2001) - Serpuchov, Rusko (2001) - Rybnik, Polsko (2001) - Oradea, Rumunsko (2003) - Surgut, Rusko (2003) - Tomaszów Mazowiecki, Polsko (2004) - Brest, Bělorusko (2004) - Nyíregyháza, Maďarsko (2004) | - Opole, Polsko (2005) - Târgoviște, Rumunsko (2005) - Ochota, Polsko (2006) - Trakai, Litva (2006) - Jelgava, Lotyšsko (2007) - Świdnica, Polsko (2008) - Lublin, Polsko (2009) - Koszalin, Polsko (2010) - Okres Nowa Sól, Polsko (2010) - Přerov, Česko (2010) - Arlington, USA (2011) |